# Héctor Damián Steinert
Pour les articles homonymes, voir Steinert (homonymie).
Héctor Damián Steinert est un footballeur argentin né le 25 février 1986 à Paraná.

## Carrière
- 2003-2009 : Newell's Old Boys  Argentine
- 2009-2010 : Racing Club  Argentine
- 2010-2011 : Bursaspor  Turquie